# (6065) Chesneau
(6065) Chesneau est un astéroïde de la ceinture principale. Il fut découvert par Eleanor Francis Helin et Roy Scott Dunbar à l'observatoire Palomar le 27 juillet 1987.

## Nom
L'astéroïde fut désigné temporairement 1987 OC après sa découverte. Une fois son orbite identifiée avec précision[Quand ?], il reçut le numéro 6065 : (6065) 1987 OC. Il fut renommé (6065) Chesneau en 2014 en l'honneur de l'astronome français Olivier Chesneau.